# Вассиан Угличский
Преподобный Вассиа́н У́гличский (Ря́бовский) (около 1439 года — 12 февраля 1509 года) — русский святой, живший в Угличе и его окрестностях, ученик Преподобного Паисия.

## Биография
Известно, что Вассиан родился в селе Рожалово и происходил из рода Шестихинских. В возрасте 33 лет он встретился с Паисием Угличским, после чего принял постриг и около 20 лет был монахом Покровского монастыря. В 1492 году Вассиан покинул Покровскую обитель, некоторое время пробыл в Николо-Улеймском монастыре, после чего подвизался в отшельничестве в 30 км южнее Углича. Вассиан основал женскую пустынь Рябова (Рябина) близ Углича. Сей женский монастырь близ Рябова в 1764 году была обращён в приходскую церковь, существующую и поныне и носящую имя Святой Троицы.
12 февраля 1509 года преподобный Вассиан отошёл ко Господу. Через несколько лет у его мощей одержимый Герасим и расслабленный Валериан получили исцеление. В 1548 году преподобный был прославлен обретением нетленных мощей.
Память преподобного Вассиана совершается день преставления 12 февраля и 6 июня, вместе с его учителем Паисием, а также 23 мая вместе с Собором Ростово-Ярославских святых.